# 무칭가주

무칭가 주

무칭가주(Muchinga Province)는 잠비아를 구성하는 10개 주 가운데 하나로 주도는 친살리이며 면적은 87,806km2, 인구는 895,058명(2015년 기준), 인구 밀도는 10명/km2이다. 2011년 11월 북부 주와 동부 주의 일부를 합병하여 신설되었다.
북쪽으로는 탄자니아, 동쪽으로는 말라위와 국경을 접하며 남쪽으로는 동부 주, 남서쪽으로는 중부 주, 서쪽으로는 루아풀라 주, 북서쪽으로는 북부 주와 접한다. 7개 구(차마 구, 친살리 구, 이소카 구, 마핑가 구, 음피카 구, 나콘데 구, 시왕간두 구)를 관할한다.